# حبيل بن جبر (حبيل جبر)

تعديل مصدري - تعديل

حبيل بن جبر هي إحدى قرى عزلة حبيل جبر بمديرية حبيل جبر التابعة لمحافظة لحج، بلغ تعداد سكانها 85 نسمة حسب تعداد اليمن لعام 2004.